# Неорганические полимеры
Неорганические полимеры — согласно рекомендациям IUPAC от 2007 года, полимеры, не содержащие в основной цепи атомов углерода. При этом не исключаются полимеры с органическим боковым радикалом, или, в частном случае, с органическим боковым заместителем.

## Классификация

### Гомоцепные полимеры
Способностью к образованию гомоцепных неорганических полимеров обладают только углерод (аллотропная модификация карбин), красный фосфор и халькогены (пластическая модификация серы).

### Гетероцепные полимеры
К образованию гетероцепных неорганических полимеров общей формулой [-X-Y-]n способны многие пары элементов, например кремний и кислород (силикон), ртуть и сера (киноварь).
Примерами гетероцепных неорганических полимеров могут служить полифосфазены, политиазил и другие.

### Пример
Примером неорганического полимера является полимерное соединение висмута со фтором (BiF5)∞ (полимеризированный пентафторид висмута).